# 只为欢乐
《只為歡樂》（Just for Fun: The Story of an Accidental Revolutionary），是Linux核心的创建者林納斯·托瓦茲（Linus Torvalds）的幽默自传。这本书由他和大衛·戴爾蒙德（David Diamond）联合撰写，这本书敘述林納斯·托瓦茲從小的成長歷程、創建Linux核心到娶妻生子及移居美國。並提出了Linux法则（Law of Linux）——由人来推动的进化，第一种激励是生存，第二种激励是社会关系，最后一种激励是乐趣。这本书也介绍了托瓦茲是如何看待自己，还有自由软件运动和Linux的开发。

## 版本
- ISBN 0-06-662072-4: Hardcover (2001)
- ISBN 0-06-662073-2: Paperback (2001)
- ISBN 0-694-52539-1: Audio Cassette (abridged) (2001)
- ISBN 0-694-52544-8: Audio CD (abridged) (2001)
- ISBN 9574761231：正體中文版（梁曉鶯譯，2001年 經典傳訊出版）